# بوصير شمبر
بوصير شمبر (باللاتينية: Verbascum schimperianum) نوع نباتي يتبع جنس البوصير من الفصيلة الغدبية. سمي تكريما لعالم النبات الألماني أندرياس شمبر (بالألمانية: Andreas Franz Wilhelm Schimper).

## الموئل والانتشار
موطنه بلاد الشام وسيناء.